# Seznam českých příjmení, W
Toto je seznam českých příjmení začínajících na písmeno W. Seznam zatím zahrnuje pouze příjmení s více než 200 mužskými nositeli.
| Příjmení    | Počet | Přechýleně     | Počet | ORP s největší hustotou |
| ----------- | ----- | -------------- | ----- | ----------------------- |
| Wolf        | 1 451 | Wolfová        | 1 481 | Mohelnice               |
| Wagner      | 1 334 | Wagnerová      | 1 355 | Kuřim                   |
| Weiss       | 981   | Weissová       | 1 008 | Hlučín                  |
| Weber       | 952   | Weberová       | 916   | Domažlice               |
| Walter      | 823   | Walterová      | 862   | Králíky                 |
| Winkler     | 766   | Winklerová     | 750   | Šumperk                 |
| Werner      | 625   | Wernerová      | 618   | Lovosice                |
| Winter      | 478   | Winterová      | 486   | Broumov                 |
| Wiesner     | 431   | Wiesnerová     | 424   | Domažlice               |
| Wojnar      | 393   | Wojnarová      | 366   | Třinec                  |
| Wasserbauer | 352   | Wasserbauerová | 379   | Žďár nad Sázavou        |
| Wágner      | 344   | Wágnerová      | 324   | Žamberk                 |
| Wimmer      | 324   | Wimmerová      | 351   | Aš                      |
| Walach      | 275   | Walachová      | 266   | Třinec                  |
| Weis        | 246   | Weisová        | 267   | Stod                    |
| Wild        | 223   | Wildová        | 228   | Cheb                    |